# Ковнати (Лосицький повіт)
Ковнати (пол. Kownaty) — село в Польщі, у гміні Гушлев Лосицького повіту Мазовецького воєводства. Населення — 149 осіб (2011).

## Історія
За даними етнографічної експедиції 1869—1870 років під керівництвом Павла Чубинського, у селі переважно проживали греко-католики, які розмовляли українською мовою.
У 1975—1998 роках село належало до Білопідляського воєводства.

## Демографія
Демографічна структура станом на 31 березня 2011 року:
|          | Загалом | Допрацездатний вік | Працездатний вік | Постпрацездатний вік |
| -------- | ------- | ------------------ | ---------------- | -------------------- |
| Чоловіки | 81      | 19                 | 52               | 10                   |
| Жінки    | 68      | 13                 | 31               | 24                   |
| Разом    | 149     | 32                 | 83               | 34                   |